# Homothecium
Homothecium — рід лишайників родини Pannariaceae. Назва вперше опублікована 1853 року.